# リズム・セクション (映画)
『リズム・セクション』（原題: The Rhythm Section）は2020年に公開された米英合作のスリラー映画である。監督はリード・モラーノ、主演はブレイク・ライヴリーが務めた。本作はマーク・バーネルが2000年に上梓した小説『堕天使の報復』を原作としている。
本作は日本国内で劇場公開されなかったが、2020年4月22日にiTunesで配信された。

## ストーリー
3年前に愛する家族を飛行機事故で失ってからというもの、ステファニー・パトリックはドラッグや売春に手を出すなど自堕落な生活を送っていた。そんなある日、ステファニーは飛行機事故が単なる事故ではなく、何者かによって仕組まれたものであることを知らされた。ステファニーは真実を知るべく、厳しい訓練に身を投じ、暗殺者として敵地に乗り込むのだった。

## キャスト
※括弧内は日本語吹替
- ステファニー・パトリック - ブレイク・ライヴリー（清水はる香）
- イアン・ボイド - ジュード・ロウ（田村真）
- マーク・セラ - スターリング・K・ブラウン（乃村健次）
- レオン・ギラー - マックス・カセラ
- ディーン・ウェスト - ダニエル・メイズ
- グリーン - ジェフ・ベル（英語版）
- レーマンズ - リチャード・ブレイク（佐々木薫）
- キース・プロクター - ラザ・ジャフリー（河本邦弘）
- レザ - タウフィーク・バルホーム（英語版）

## 製作
2017年7月12日、小説『堕天使の報復』の映画化に際し、リード・モラーノが監督に、ブレイク・ライヴリーが主演に起用されたとの報道があった。11月17日、ラザ・ジャフリーの出演が決まったと報じられた。2018年5月31日、スターリング・K・ブラウンがキャスト入りした。
本作の主要撮影は2017年12月にアイルランドのダブリンで始まったが、ライブリーが撮影中に腕を骨折したため、撮影は一時中断された。その後、2018年6月に撮影はスペインで再開された。
2019年11月13日、スティーヴ・マッツァーロが本作で使用される楽曲を手掛けることになったと報じられた。

## 公開・マーケティング
2017年8月16日、パラマウント映画が本作の配給権を獲得したと発表した。2019年9月19日、本作のオフィシャル・トレイラーが公開された。2020年1月21日、新しい予告編が公開された。
当初、本作は2019年2月22日に全米公開される予定だったが、公開日は同年11月22日→2020年1月31日と延期されることになった。

## 興行収入
本作は『グレーテル&ヘンゼル』と同じ週に封切られ、公開初週末に500万ドル前後を稼ぎ出すと予想されていたが、実際の数字はそれを大幅に下回るものとなった。2020年1月31日、本作は全米3049館で公開され、公開初週末に271万ドルを稼ぎ出し、週末興行収入ランキング初登場10位となった。この数字は3000館以上で封切られた作品としては過去最低であった。

## 評価
本作に対する批評家からの評価は芳しいものではない。映画批評集積サイトのRotten Tomatoesには142件のレビューがあり、批評家支持率は27%、平均点は10点満点で4.65点となっている。サイト側による批評家の見解の要約は「ブレイク・ライヴリーは見事な演技を披露している。しかし、『リズム・セクション』のストーリーは先が読めるものであり、しかも、ノロノロとしたペースで進んでいく。お馴染みのストーリーであったとしても、もっと上手く演出できただろうに。」となっている。また、Metacriticには36件のレビューがあり、加重平均値は45/100となっている。なお、本作のCinemaScoreはC+となっている。